# 牛眼睛
牛眼睛（学名：[Capparis zeylanica] 错误：{{Lang}}：文本有斜体标记（帮助））是山柑科山柑属的植物，是中国的特有植物。分布于菲律宾、印度、斯里兰卡、印度尼西亚以及中国大陆的广东、广西、海南等地，生长于海拔700米的地区，一般生长在林缘、灌丛、石灰岩山坡或稀树草原，目前尚未由人工引种栽培。
种名zeylanica意为斯里兰卡的。

## 别名
槌果藤（植物分类学报）

## 异名
- Capparis hastigera Hance